# François Andrieu
François Andrieu (... – 1380) è stato un compositore francese, ma non si è del tutto certi sulla sua nazionalità.

## Biografia
Nulla si conosce sulla sua vita al di là che nel 1377 compose la musica in memoria di Guillaume de Machaut « maître de toute mélodie » su  lirica del poeta Eustache Deschamps. Nel Codice di Chantilly del Musée Condé si trova anche una sua ballata a quattro voci: Armes amours / O flour des flours. 
Anche se l'unico legame che si può trovare è semplicemente quella di uno stile similare, è stato anche identificato come "Magister Franciscus", compositore di due altre ballate, approssimativamente coeve, dedicate a Gastone III Febo di Foix:
- De Narcissus, home tres ourgilleus[2] (composta prima del 1376)
- Phiton, Phiton, beste tres veneneuse[3]

La sua musica appartiene al genere dell'ars nova, nuova teoria musicale della fine del Medioevo basata sulla polifonia e l'isoritmia.